# Stephen Bennet
Stephen Bennet est un navigateur et explorateur anglais du XVIIe siècle.

## Biographie
Un des premiers explorateurs polaires, Bennet dirige cinq expéditions dans l'Arctique. 
En 1603, commandant du Grace, il navigue sur le fleuve Kola et atteint l'île aux Ours (16 août) dont il explore la côte. De retour à Londres, il part ensuite (avril 1604), avec Thomas Welden, sur le Godspeed pour une expédition commerciale en Russie et en Norvège. 
Après des chasses à la baleine et à l'ours, il retourne à l'île aux Ours qu'il rebaptise Cherry Island, en hommage au commanditaire de l'expédition, Francis Cherry. En 1605, il revient à l'île aux Ours avec Welden mais est capturé par un navire dunkerquois. Il y repart de nouveau en 1606. 
En 1611, il participe à une chasse à la baleine au Spitzberg mais fait naufrage près de Engelskbukta. Avec ses hommes, il parvient à rejoindre l'île aux Ours où il retrouve Jonas Poole. 
Sa trace se perd après cette date. 